# 리쇼트 소비로프
리쇼트 라시도비치 소비로프(우즈베크어: Rishod Rashidovich Sobirov, 러시아어: Ришо́д Раши́дович Соби́ров, 1986년 9월 11일~)는 우즈베키스탄의 유도 선수이다. 2008년, 2012년, 2016년 하계 올림픽에서 3번 연속으로 남자 엑스트라라이트급 동메달을 획득했다. 또한 세계 유도 선수권 대회에서 2회 우승을 차지했으며 아시안 게임에서 금메달 1개, 동메달 1개를 획득했다.